# Sphincterochila baetica
Sphincterochila baetica is een slakkensoort uit de familie van de Sphincterochilidae. De wetenschappelijke naam van de soort is voor het eerst geldig gepubliceerd in 1854 door Rossmassler.